# Porc senglar dels matolls
El porc senglar dels matolls (Potamochoerus larvatus) és una espècie de súid que viu en matollars als boscos, vegetació ripícola i llits de joncs propers a fonts d'aigua, a Àfrica. És principalment nocturn i és rar veure'n un de dia. La subespècie del porc senglar dels matolls meridional, Potamochoerus larvatus koirpotamus s'estén d'Etiòpia a Angola i el sud-est d'Àfrica i és classificada com a vulnerable.